# World Machine
Albums de Level 42
True Colours
(1984) Running in the Family
(1987)
Singles
1. A Physical Presence
Sortie : 1985
2. Leaving Me Now
Sortie : 1985
3. Something About You
Sortie : 1985

World machine est le sixième album studio du groupe anglais Level 42. Il est sorti en septembre 1985 sur le label Polydor et fut produit par le groupe et Wally Badarou.

## Historique
Cet album fut enregistré à Fulham, Londres dans les studios Maison Rouge.
C'est avec cet album que Level 42 perça aux États-Unis, où il atteint la 18e place dans le Billboard 200. En Grande-Bretagne, ce disque se classa à la 3e place des charts et fut certifié double album de platine (600 000 exemplaires vendus). Il entra par ailleurs dans le Top 20 de nombreux pays à travers le monde.
Avec cet album, le groupe change son orientation musicale, passant d'un jazz-funk à une musique plus funky pop. Wally Badarou participe à la composition de six titres, joue des claviers et co-produit l'album.

## Liste des titres
| No  | Titre                    | Auteur                                    | Durée |
| --- | ------------------------ | ----------------------------------------- | ----- |
| 1.  | World Machine            | Badarou, P. Gould, Mark King, Lindup      | 5:14  |
| 2.  | Physical Presence        | P. Gould, King                            | 5:27  |
| 3.  | Something About You      | Lindup, P. Gould, King, Badarou, R. Gould | 4:24  |
| 4.  | Leaving Me Now           | Badarou, King, P. Gould                   | 5:00  |
| 5.  | I Sleep On My Heart      | Badarou, R. Gould, P. Gould, King         | 4:04  |
| 6.  | It's Not The Same For Us | Badarou, King, P. Gould, Lindup           | 4:36  |
| 7.  | Dream Crazy              | R. Gould, King, Lindup                    | 3:53  |
| 8.  | Good Man In A Storm      | P. Gould, King                            | 4:36  |
| 9.  | Coup d'état              | P. Gould, King                            | 3:47  |
| 10. | Lying Still              | Badarou, R. Gould, King                   | 5:39  |

### Titres bonus, réédition 2000
| No  | Titre                            | Durée |
| --- | -------------------------------- | ----- |
| 11. | I Slept On My Heart (remix)      | 6:02  |
| 12. | World Machine (dub mix)          | 7:25  |
| 13. | Something About You (Sisa remix) | 7:41  |

### Titres bonus (deluxe edition), 2007
1. World Machine (Live Hammersmith Odeon 1.2.86) *
2. Leaving Me Now (Live Hammersmith Odeon 1.2.86) *
3. Something About You (Live Hammersmith Odeon 1.2.86) *
4. Coup d'état (Backwards Mix) - b-side du single "Something About You"
5. Something About You (Shep Pettibone Mix)
6. I Sleep On My Heart (Live at Ryde Theatre, Isle of Wight Nov 2000)
7. Dream Crazy (Live at Ryde Theatre, Isle of Wight Nov 2000)
8. Lying Still (Live at Ryde Theatre, Isle of Wight Nov 2000)
9. Physical Presence (Live at Hammersmith Apollo, London, Nov 2003)
10. Leaving Me Now (Live at Hammersmith Apollo, London, Nov 2003)
11. World Machine (Phunk Investigation Club Mix) – Electrokingdom featuring Mark King

## Musiciens
- Mark King : chant, basse
- Mike Lindup : claviers, chant
- Boon Gould : guitares
- Phil Gould : batterie, percussions

avec
- Wally Badarou : claviers, synclavier, chœurs
- Gary Barnacle : saxophone

## Charts et certification
| Pays             | Durée du classement | Meilleur classement |
| ---------------- | ------------------- | ------------------- |
| Allemagne        | 31 semaines         | 12e                 |
| Autriche         | 10 semaines         | 14e                 |
| Canada           | 29 semaines         | 15e                 |
| États-Unis       | 36 semaines         | 18e                 |
| Norvège          | 1 semaine           | 39e                 |
| Nouvelle-Zélande | 17 semaines         | 18e                 |
| Pays-Bas         | 44 semaines         | 4e                  |
| Royaume-Uni      | 72 semaines         | 3e                  |
| Suède            | 3 semaines          | 21e                 |
| Suisse           | 9 semaines          | 14e                 |

| Pays        | Certification | Ventes    | Date       |
| ----------- | ------------- | --------- | ---------- |
| Canada      | Platine       | 100 000 + | 06/11/1986 |
| Royaume-Uni | 2 × Platine   | 600 000 + | 20/10/1986 |

Charts singles
| Année | Single                | Chart              | Durée du classement | Position |
| ----- | --------------------- | ------------------ | ------------------- | -------- |
| 1985  | "A Physical Presence" | UK Singles Chart   | 1 semaine           | 87e      |
| 1985  | "Something About You" | UK Singles Chart   | 17 semaines         | 6e       |
| 1985  | "Something About You" | RMNZ Singles Top40 | 13 semaines         | 10e      |
| 1985  | "Something About You" | Mega Top 50        | 9 semaines          | 33e      |
| 1986  | "Something About You" | Hot 100            | 27 semaines         | 7e       |
| 1986  | "Something About You" | RPM Top Singles    | 22 semaines         | 13e      |
| 1986  | "Something About You" | Top 100            | 9 semaines          | 47e      |
| 1986  | "Something About You" | FIMI               | —                   | 18e      |
| 1985  | "Leaving Me Now"      | UK Singles Chart   | 11 semaines         | 15e      |
| 1985  | "Leaving Me Now"      | (V) Ultratop       | 1 semaines          | 40e      |
| 1985  | "Leaving Me Now"      | RMNZ Singles Top40 | 3 semaines          | 35e      |
| 1985  | "Leaving Me Now"      | Mega Top 50        | 5 semaines          | 27e      |